# Reca (Slovacchia)
Reca (in ungherese Réte) è un comune della Slovacchia facente parte del distretto di Senec, nella regione di Bratislava.